# Ferrovia Udine-Majano
La ferrovia Udine-Majano è una linea ferroviaria incompiuta a scartamento ordinario che sarebbe risultata lunga 26,2 km. La costruzione della linea a cura diretta dello Stato, venne autorizzata con decreto reale del 1º novembre 1914, n. 1241, pubblicato sulla G.U. del 20/11/1914, n. 278 (che comprendeva anche la Montebelluna-Susegana e la tratta Sacile-Aviano della Sacile-Pinzano). I lavori di costruzione iniziati tra il 1914 e il 1915 si protrassero fino al 1932 quando vennero sospesi.
Di questa ferrovia furono costruiti la sede e la maggior parte dei fabbricati, ma la linea non fu mai completata e attivata.

## Caratteristiche

### Percorso
| Continuation backward |

| Unknown route-map component "CONTgq" | Unknown route-map component "ABZg+r" |  |

| Station on track |

| Unknown route-map component "CONTgq" | Unknown route-map component "xABZgr" |  |

| Unknown route-map component "exBHF" |

| Unknown route-map component "exHST" |

| Unknown route-map component "WCONTfaq" | Unknown route-map component "exhKRZWae" | Unknown route-map component "WCONTgeq" |

| Unknown route-map component "exHST" |

| Unknown route-map component "exBHF" |

| Unknown route-map component "exSKRZ-Au" |

| Unknown route-map component "exHST" |

| Unknown route-map component "exSKRZ-Au" |

| Unknown route-map component "exBHF" |

| Unknown route-map component "exSKRZ-Au" |

| Unknown route-map component "exHST" |

| Unknown route-map component "exBHF" |

|  | Unknown route-map component "uexCONTgq" | Unknown route-map component "exmKRZ" | Unknown route-map component "uexCONTfq" |  |

| Unknown route-map component "exHST" |

| Unknown route-map component "exCONTgq" | Unknown route-map component "exKRZu" | Unknown route-map component "exCONTfq" |

| Unknown route-map component "CONTgq" | Unknown route-map component "xABZg+r" |  |

| Non-passenger station/depot on track |

| Continuation forward |

La linea avrebbe dovuto collegare il capoluogo friulano con la zona pedememontana della sinistra Tagliamento passando attraverso i colli friulani (toccando Feletto Umberto, Pagnacco, Colloredo di Monte Albano e Buja), per poi innestarsi nella radice est della stazione di Majano (in località Rivoli di Osoppo) posta sulla linea ferroviaria Gemona del Friuli-Casarsa.
La linea, di cui sono ancora molto evidenti i segni nel paesaggio dei luoghi attraversati come il ponte sul Cormor nei pressi di Pagnacco, un viadotto in rovina che doveva passare sopra Viale Vat (Udine) ed il terrapieno che segue il percorso dalla periferia di Udine fino a Pagnacco (il terrapieno è anche visibile nella zona di Viale Vat, gran parte dello spazio dove doveva passare la ferrovia viene ora utilizzato per il mercato), fu poi in gran parte trasformata nella strada provinciale Osovana.
Le fermate di Feletto, Plaino, Mels e San Floreano erano presumibilmente previste in corrispondenza di case cantoniere. La fermata di Fontanabona era l'unica a possedere un proprio fabbricato viaggiatori.